# Temporada do Clube de Regatas do Flamengo de 2016
O Clube de Regatas do Flamengo em 2016, participou de dois torneios amistosos. O Troféu Asa Branca, que é disputado entre o campeão da Copa do Nordeste e uma tradicional força do futebol brasileiro, e a Taça Chico Science, que foi criada pelo Santa Cruz em homenagem ao artista e torcedor do clube. No primeiro torneio, disputado em 21 de janeiro, contra o Ceará, foi vice-campeão após um empate em 3–3 no tempo normal e uma derrota nos pênaltis por 4–3. No segundo, disputado em 24 de janeiro, também foi vice-campeão após ser derrotado por 3–1 no tempo normal.
O Flamengo disputou o Campeonato Carioca ficando em quarto lugar. Também disputou a Copa do Brasil sendo eliminado na segunda fase pelo Fortaleza. Disputou também a Copa Sul-Americana, mas também acabou sendo eliminado na segunda fase pelo Palestino do Chile. Disputou o Campeonato Brasileiro, tendo ficado sem título após empate em 2-2 contra o Coritiba, na 36ª rodada. Terminou em 3º colocado.

## Elenco atual
Última atualização: 11 de fevereiro de 2025.

## Competições

### Campeonato Brasileiro
O time carioca terminou a competição na terceira posição, com 71 pontos, atrás apenas do campeão Palmeiras e do vice-campeão Santos. O Flamengo ficou a apenas nove pontos do título, demonstrando um desempenho consistente ao longo da temporada. 
O técnico responsável pelo time na maior parte da competição foi Zé Ricardo. Durante o campeonato, o Flamengo contou com atuações destacadas de jogadores como Diego Ribas.
O Flamengo chegou a ficar muito perto de passar o Palmeiras. Criando o termo "cheirinho" que rapidamente tornou-se uma expressão popular entre os torcedores do Flamengo com "cheirinho de hepta" e que "Deixou o Mengão chegar", entretanto o Flamengo não conseguiu conquistar o título brasileiro em 2016, terminando na terceira posição. Assim, o termo passou a ser usado de forma irônica por torcedores de outros clubes para provocar os flamenguistas. 
Um dos momentos mais marcantes da campanha do Flamengo em 2016 foi a vitória contra o Cruzeiro por 2 a 1 , em setembro daquele ano, virando a partida nos últimos 7 minutos. No entanto, apesar do esforço e do bom desempenho, o Flamengo não conseguiu superar o Palmeiras na reta final da competição. A equipe perdeu fôlego e foi ultrapassado pelo Santos.

### Campeonato Carioca

#### Primeira fase

##### Grupo B
| Pos. | Equipes          | P  | J | V | E | D | GP | GC | SG  | %    | M       | Classificação ou rebaixamento                    |
| ---- | ---------------- | -- | - | - | - | - | -- | -- | --- | ---- | ------- | ------------------------------------------------ |
| 1    | Botafogo         | 22 | 8 | 7 | 1 | 0 | 12 | 3  | 9   | 91,7 | Estável | Equipes classificadas à Taça Guanabara (grupo C) |
| 2    | Flamengo         | 19 | 8 | 6 | 1 | 1 | 19 | 4  | 15  | 79,2 | Estável | Equipes classificadas à Taça Guanabara (grupo C) |
| 3    | Volta Redonda    | 13 | 8 | 3 | 4 | 1 | 13 | 10 | 3   | 54,2 | 2       | Equipes classificadas à Taça Guanabara (grupo C) |
| 4    | Madureira        | 12 | 8 | 3 | 3 | 2 | 12 | 12 | 0   | 50,0 | Estável | Equipes classificadas à Taça Guanabara (grupo C) |
| 5    | America          | 11 | 8 | 3 | 2 | 3 | 9  | 9  | 0   | 45,8 | 2       | Equipes classificadas à Taça Rio (grupo D)       |
| 6    | Friburguense     | 11 | 8 | 3 | 2 | 3 | 10 | 13 | -3  | 45,8 | Estável | Equipes classificadas à Taça Rio (grupo D)       |
| 7    | Tigres do Brasil | 1  | 8 | 1 | 1 | 6 | 6  | 17 | -11 | 16,7 | Estável | Equipes classificadas à Taça Rio (grupo D)       |
| 8    | Bonsucesso       | -2 | 8 | 0 | 1 | 7 | 6  | 22 | -16 | 4,2  | Estável | Equipes classificadas à Taça Rio (grupo D)       |

- O Tigres do Brasil e o Bonsucesso foram punidos pelo TJD-RJ com a perda de três pontos por escalação de jogadores irregulares.[7]

##### Desempenho por rodada
Desempenho do São Paulo por rodada:
| Rodadas   | 1ª | 2ª | 3ª | 4ª | 5ª | 6ª | 7ª | 8ª |
| Local     | C  | F  | F  | F  | F  | F  | C  | C  |
| Resultado | E  | V  | V  | D  | V  | V  | V  | V  |
| Colocação | 4º | 3º | 2º | 2º | 2º | 2º | 2º | 2º |

##### Partidas
Vitória
      Empate
      Derrota
| 30 de janeiro 1ª rodada | Flamengo | 1 – 1            | Boavista-RJ | Mesquita, (RJ)                                                                     |  |
| 19:30 (de Brasília)     |          | Relatório Súmula |             | Estádio: Edson Passos Público: 6,218 pagantes Árbitro: RJ Leandro Garcia Cavaleiro |  |

| 3 de fevereiro 2ª rodada | Macaé | 0 – 2            | Flamengo | Macaé, (RJ)                                                                          |  |
| 21:45 (de Brasília)      |       | Relatório Súmula |          | Estádio: Moacyrzão Público: 3,926 pagantes Árbitro: RJ Rodrigo Carvalhães de Miranda |  |

| 10 de fevereiro 3ª rodada | Portuguesa-RJ | 0 – 5            | Flamengo | Volta Redonda, (RJ)                                                                   |  |
| 21:45 (de Brasília)       |               | Relatório Súmula |          | Estádio: Raulino de Oliveira Público: 7,077 pagantes Árbitro: RJ Philip Georg Bennett |  |